# Surochów (stacja kolejowa)
Surochów – przystanek osobowy, a dawniej stacja kolejowa we wsi Surochów, w województwie podkarpackim, w Polsce.

## Ruch pasażerski
| Rok  | Wymiana pasażerska na dobę |
| ---- | -------------------------- |
| 2017 | 0-9                        |
| 2022 | 0-9                        |
| 2023 | 0-9                        |

W listopadzie 2022 PKP PLK ogłosiły przetarg na zaprojektowanie i odbudowę stacji w Surochowie. W sierpniu 2024 PKP PLK zdecydowało o odstąpieniu od podpisania umowy na budowę stacji. Spowodowane to było przesunięciem finansowania przyznanego w ramach Krajowego Planu Odbudowy na inne zadania kolejowe.

## Połączenia
- Horyniec-Zdrój
- Jarosław
- Rzeszów
- Zamość